# Bahnstrecke Börgönd–Sárbogárd
| Verlauf der MÁV-Kursbuchstrecke 45 |                      |                                            |                                            |
| Streckennummer: | 45                   |                                            |                                            |
| Kursbuchstrecke (MÁV): | 45                   |                                            |                                            |
| Streckenlänge: | 30 km                |                                            |                                            |
| Spurweite: | 1435 mm (Normalspur) |                                            |                                            |
| Streckenklasse: | C2                   |                                            |                                            |
| Streckengeschwindigkeit: | 60 km/h              |                                            |                                            |
| |                      |                                            |                                            |
| \| \| \| von Székesfehérvár \| \| \| \| \| von Tapolca \| \| \| \| 0,0 \| Börgönd \| Börgönd \| \| \| \| nach Pusztaszabolcs \| \| \| \| 4,6 \| Belsőbáránd \| Belsőbáránd \| \| \| 8,3 \| Bodakajtor-Felsőszentiván (ehem. mit Ldst) \| Bodakajtor-Felsőszentiván (ehem. mit Ldst) \| \| \| 14,3 \| Aba-Sárkeresztúr \| Aba-Sárkeresztúr \| \| \| 16,1 \| Sárkeresztúr \| Sárkeresztúr \| \| \| 19,9 \| Sárszentágota \| Sárszentágota \| \| \| 24,6 \| Felsőkörtvélyes \| Felsőkörtvélyes \| \| \| \| von Budapest-Kelenföld \| \| \| \| 29,5 \| Sárbogárd \| Sárbogárd \| \| \| \| nach Szentlőrinc \| \| \| \| \| \| \| \| Quellen: [1][2][3] \| \| \| \| |                      |                                            |                                            |
| Strecke |                      | von Székesfehérvár                         | von Székesfehérvár                         |
| Abzweig geradeaus und von rechts |                      | von Tapolca                                | von Tapolca                                |
| Bahnhof | 0,0                  | Börgönd                                    | Börgönd                                    |
| Abzweig geradeaus und nach links |                      | nach Pusztaszabolcs                        | nach Pusztaszabolcs                        |
| Haltepunkt / Haltestelle | 4,6                  | Belsőbáránd                                | Belsőbáránd                                |
| Haltepunkt / Haltestelle | 8,3                  | Bodakajtor-Felsőszentiván (ehem. mit Ldst) | Bodakajtor-Felsőszentiván (ehem. mit Ldst) |
| Bahnhof | 14,3                 | Aba-Sárkeresztúr                           | Aba-Sárkeresztúr                           |
| Haltepunkt / Haltestelle | 16,1                 | Sárkeresztúr                               | Sárkeresztúr                               |
| Haltepunkt / Haltestelle | 19,9                 | Sárszentágota                              | Sárszentágota                              |
| Haltepunkt / Haltestelle | 24,6                 | Felsőkörtvélyes                            | Felsőkörtvélyes                            |
| Abzweig geradeaus und von links |                      | von Budapest-Kelenföld                     | von Budapest-Kelenföld                     |
| Bahnhof | 29,5                 | Sárbogárd                                  | Sárbogárd                                  |
| Strecke |                      | nach Szentlőrinc                           | nach Szentlőrinc                           |
| |                      |                                            |                                            |
| Quellen: |                      |                                            |                                            |

Die Bahnstrecke Börgönd–Sárbogárd ist eine eingleisige und nicht elektrifizierte Eisenbahnstrecke im Komitat Fejér in Ungarn. Sie verläuft von Börgönd über Aba nach Sárbogárd.

## Geschichte

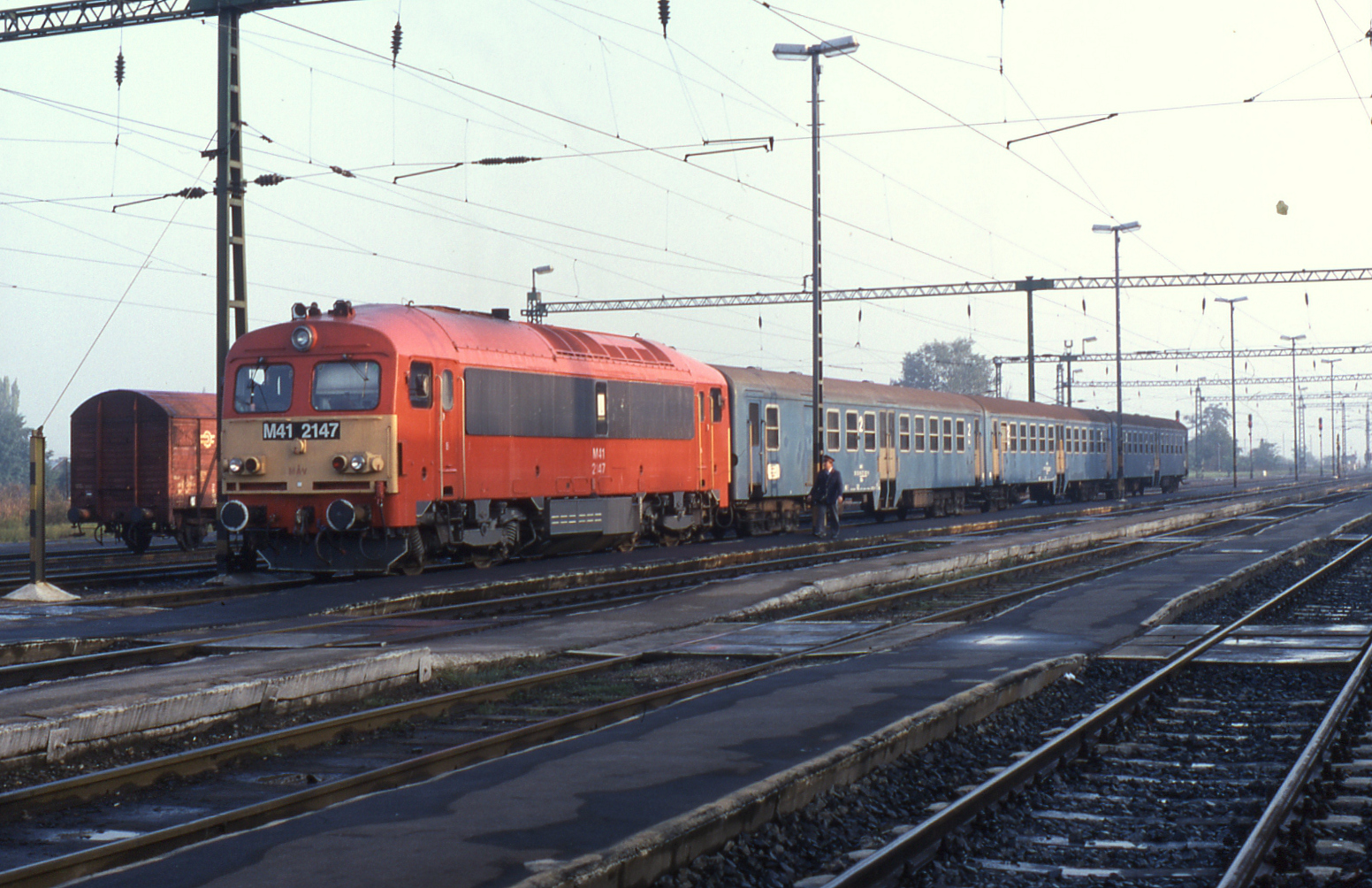
Personenzug von Székesfehérvár im Bahnhof Sárbogárd (1994)

Die Strecke wurde 1897 als Lokalbahn („helyiérdekű vasút“) eröffnet und schloss in Börgönd an die ein Jahr zuvor in Betrieb genommene Strecke von Székesfehérvár an.
Im Dezember 2009 wurde der Reiseverkehr auf der Strecke eingestellt, jedoch ein Jahr später wieder aufgenommen. Die Züge verkehren dabei zwischen Székesfehérvár und Sárbogárd und besitzen seitdem lediglich Verkehrshalte in Belsőbáránd und Aba-Sárkeresztúr; in Börgönd halten nur Personenzüge der Relation Székesfehérvár–Pusztaszabolcs.
Im Reiseverkehr verkehrten im Jahr 2021 auf der Strecke drei Zugpaare. Sie werden als Linie S450 geführt, planmäßig kommen dabei Dieseltriebwagen der MÁV-Baureihen 426 und 117 zum Einsatz.

## Streckenbeschreibung
Die Strecke beginnt im Bahnhof Börgönd an der Bahnstrecke Székesfehérvár–Pusztaszabolcs und verläuft zunächst in südwestlicher Richtung gen Aba, ehe sie parallel zur 63-as főút in südöstlicher Richtung nach Sárbogárd an der Bahnstrecke Budapest–Szentlőrinc verläuft.